# 자바라 (식물)
자바라(일본어: ジャバラ)는 운향과의 과일 나무(상록 소교목)이다. 귤속의 잡종 재배식물로, 유자나무(C. × junos)와 쿠넨보(C. reticulata 'Kunenbo') 간의 교잡을 통해 생겨났다. 유자나무는 의창지와 감귤나무의 교잡종이며, 쿠넨보는 감귤나무와 포멜로의 교잡종이기 때문에, 자바라 또한 의창지, 감귤나무, 포멜로 DNA를 보유한다. 일본 와카야마현 히가시무로군 기타야마촌이 원산인 원예종이며, 학명은 Citrus × jabara hort. ex Yu.Tanaka이다.
'자바라'라는 이름은 '악한 것'을 뜻하는 邪(じゃ)에 '버리다'를 뜻하는 払う(はらう)가 결합된 것으로, '악한 기운을 버리다'라는 뜻이다.
에도 시대부터, 현재의 기타야마촌에 해당하는 지역에서 마당과 같은 곳에서 소규모로 재배가 되고 있었으며, 1979년에 품종 등록을 하였고 1985년에 촌영 농장에서 첫 수확을 거두었다. 1997년에 종묘법 상의 품종 등록이 만료되었으나, 기타야마촌에서는 'じゃばら（邪払）'라는 상표를 등록해 놓고 있다.

## 생태
매년 5월 경에 개화하고 이후로 열매가 자라며, 매년 11월 하순~12월 초에 수확한다.

## 이용
자바라의 열매는 주로 식용으로 사용된다.
기타야마촌에서는 예로부터 정월 요리(꽁치초밥, 다시마말이, 김말이 등)를 만들 때 착즙하여 식초로 이용하고 있었으며, 과육이나 과즙이 스시용 식초나 나베모노, 물두부 용으로 출시되고 있다.
자바라는 유자에 비해 신맛이 더 강하기 때문에 자바라를 가공할 때에는 출하 후에 착즙하여 냉동 보관한 다음에 이용한다. 주로 음료수로 가공되고 있으며, 그 밖에 잼, 마멀레이드 등 다양하게 출시되고 있다.